# Saint-Laurent-de-Lévézou
 Saint-Laurent-de-Lévézou  là một xã ở tỉnh Aveyron, thuộc vùng Occitanie ở miền nam nước Pháp.